# Plainfield (Indiana)
Plainfield est une ville de l'Indiana. Lors du recensement de 2010, elle comptait 27 631 habitants.

## Source
- (en) Cet article est partiellement ou en totalité issu de l’article de Wikipédia en anglais intitulé « Plainfield, Indiana » (voir la liste des auteurs).